# Klaus Fichtel
Klaus Fichtel (ur. 19 listopada 1944 w Castrop-Rauxel) – niemiecki piłkarz.
Jest najstarszym zawodnikiem, który kiedykolwiek wystąpił w Bundeslidze. 21 maja 1988 wziął udział w meczu FC Schalke 04-Werder Brema (1-4), mając 43 lata i 183 dni. Zakończył karierę po zdegradowaniu Schalke 04 do 2. Bundesligi.
Łącznie w Bundeslidze rozegrał 552 mecze i strzelił 14 bramek. Podczas jednego z czterech sezonów w Werderze Brema 42-krotnie zagrał w 2. Bundeslidze. Dwukrotnie zdobył wicemistrzostwo Niemiec z Schalke 04 (1972, 1977) i raz z Werderem (1983).
W Reprezentacji RFN w latach 1967–1971 wystąpił w 23 meczach, strzelił 1 bramkę. (ze Szkocją w 1969). Był rezerwowym na Mistrzostwa Świata 1970. Jego kariera reprezentacyjna zakończyła się po udowodnieniu mu udziału w skandalu korupcyjnym w Bundeslidze 1970–1971.